# Emléktáblák Szarvason
Szarvas szócikkhez kapcsolódó képgaléria, mely helyi, országos vagy nemzetközi hírű személyekkel, valamint épületekkel, műtárgyakkal, helynevekkel és eseményekkel összefüggő emléktáblákat tartalmaz.

## Emléktáblák

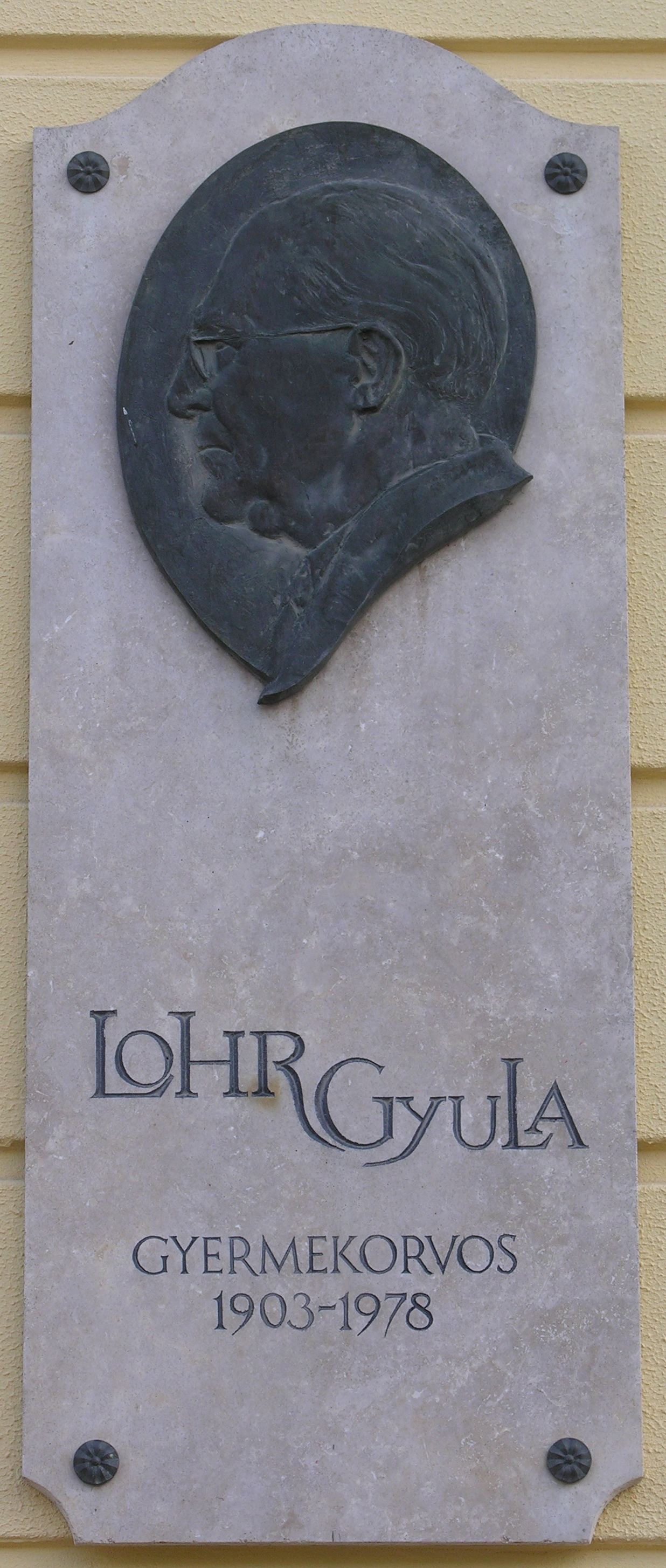
Lohr Gyula, Szabadság út 13.
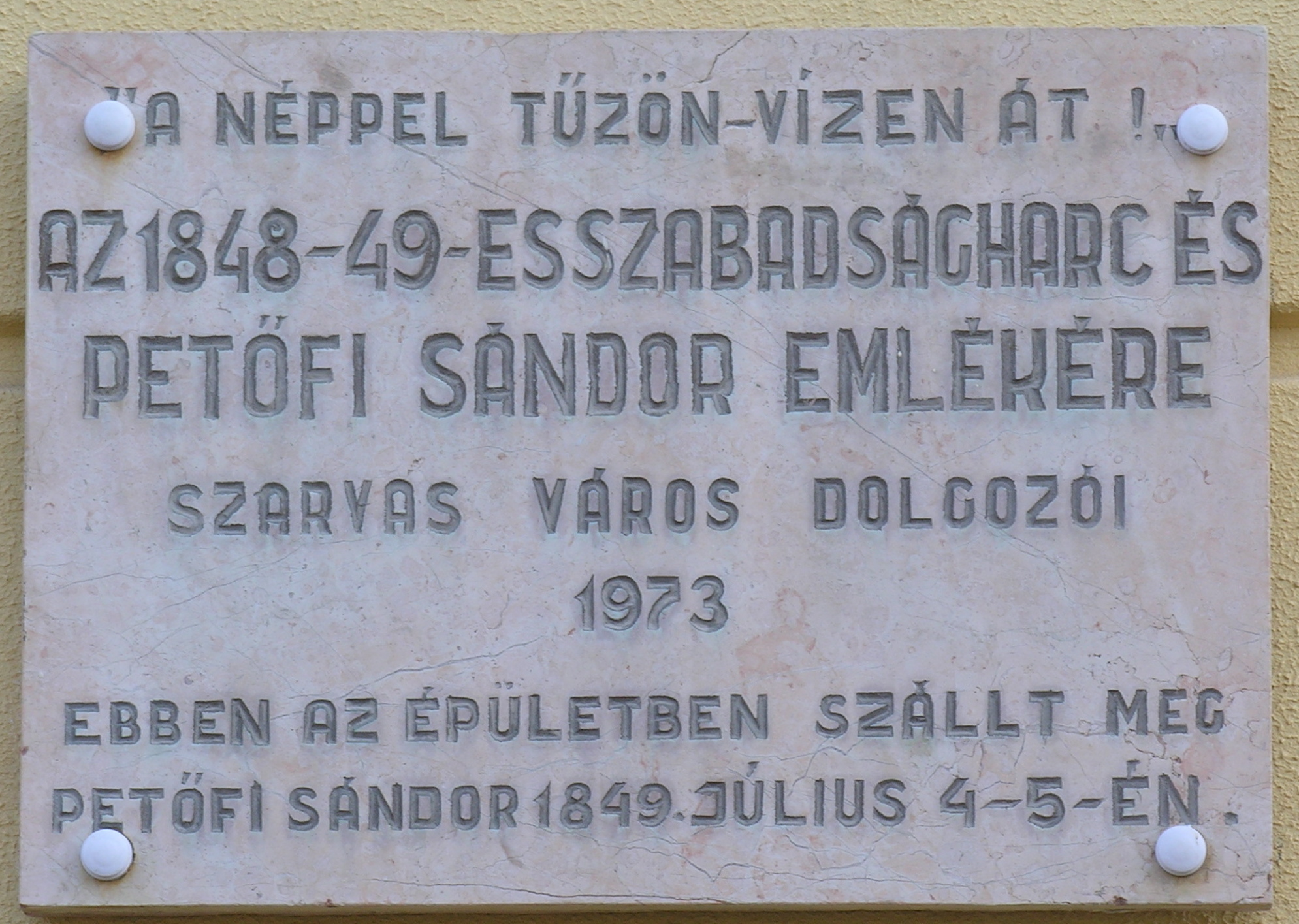
Petőfi Sándor, Szabadság út 13.
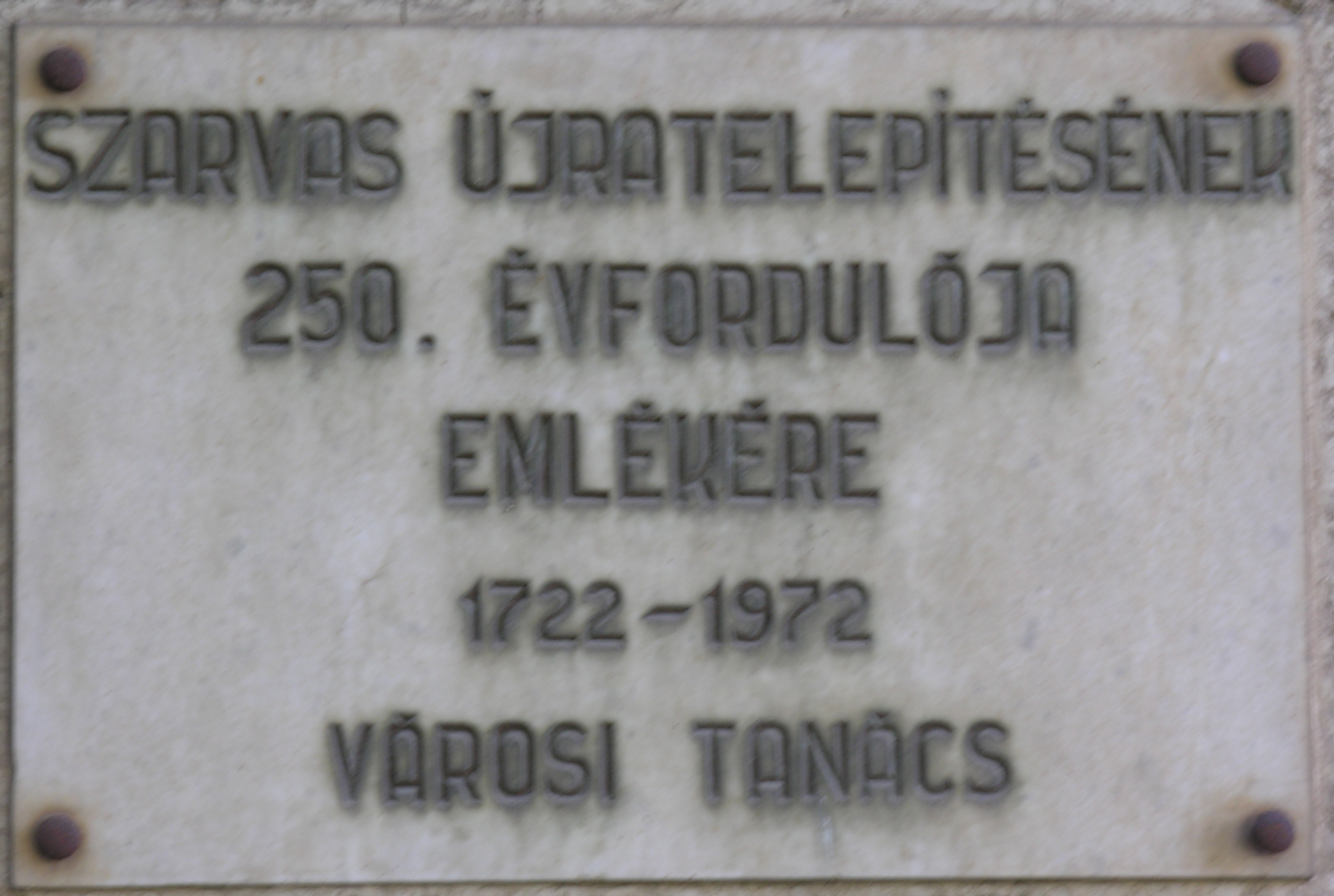
Szarvas újratelepítése, Szabadság út 25–27.
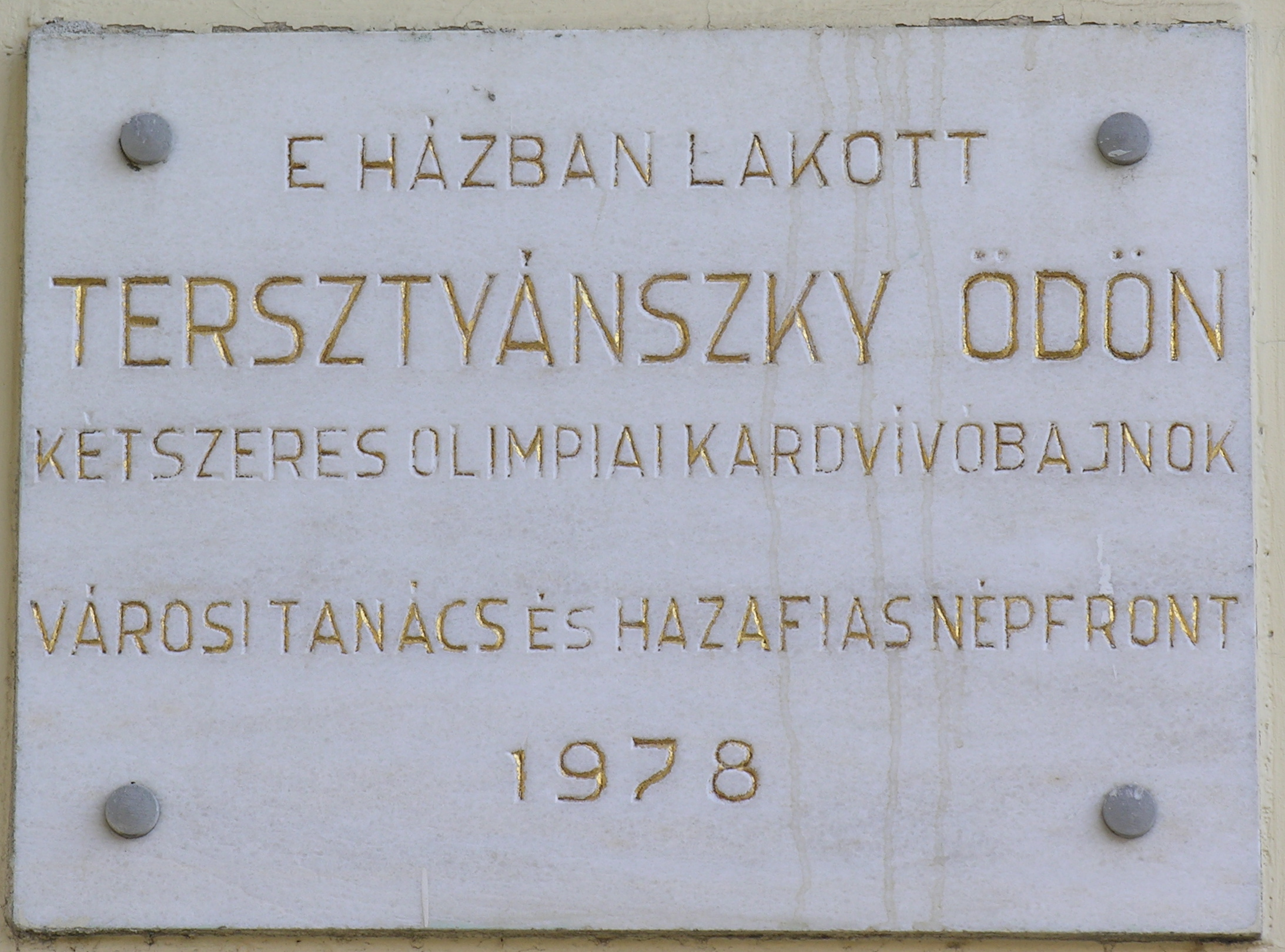
Tersztyánszky Ödön, Szabadság út 23.

## Utcaindex
| Szabadság út (13.) Petőfi Sándor, Lohr Gyula (23.) Tersztyánszky Ödön (25–27.) Szarvas újratelepítése |

- A Wikimédia Commons tartalmaz Emléktáblák Szarvason témájú kategóriát.